# Chiesa dell'Assunzione della Beata Vergine Maria (Lovadina)
La chiesa dell'Assunzione della Beata Vergine Maria è la parrocchiale di Lovadina.

## Storia
Anticamente a Lovadina sorgeva un ospitale con annessa chiesa, dismesso dopo la caduta della Serenissima, avvenuta nel 1797, e demolito nel XIX secolo, il monastero di Santa Maria del Piave.
Il 3 marzo 1856 si pose la prima pietra della recente parrocchiale. Nel 1857 la chiesa era stata completata e fu consacrata il 22 novembre 1857 dal vescovo di Treviso Giovanni Antonio Farina.
Tra il 1894 e il 1896 venne costruito il campanile.
Poiché gravemente danneggiata durante la prima guerra mondiale, nel biennio 1920-21 la chiesa fu completamente restaurata. Il campanile, distrutto nel 1918, fu ricostruito tra il 1922 e il 1923.